# Исмагилов, Рустам Равилевич
Рустам Равилевич Исмагилов (род. 13 мая 1977, Пермь, Пермская область, СССР) — художник, скульптор.
Работает с металлом, со льдом и снегом и другими материалами в различных направлениях в том числе монументальная скульптура. Создаёт витражи различными техниками.
Автор таких работ, как Пермяк солёные уши и Памятник водопроводчику.

## Биография
Родился 13 мая 1977 года в Перми в семье художника Равиля Исмагилова (1940—2020).
С отличием окончил отделение декоративно-прикладного искусства Уральского филиала Российской Академии Живописи, Ваяния и Зодчества. Старший преподаватель УФ РАЖВиЗ Ильи Глазунова.
С 2002 года член Союза художников России.
Воспитывает двоих детей.

## Этапы жизни и творчества
1977  Родился в Перми.
1995  Участие в первой выставке «Тюбед», Дом архитектора, Пермь.
2000  С отличием окончил отделение декоративно-прикладного искусства Уральского филиала Российской Академии Живописи, Ваяния и Зодчества.
2001  Диплом Всероссийской выставки «Молодые художники России», ЦДХ, г. Москва.
2002  Принят в члены Союза Художников России.
2003  По итогам года признан лучшим молодым художником и получил городскую премию имени заслуженного художника Ивана Борисова.
2005  Победитель конкурса на создание памятника «Пермяк — соленые уши». Пермь.
2006  Победитель конкурса на создание памятника «Вода». Пермь.
По итогам года получил Признание за огромный вклад в развитие и процветание культуры и искусства города Перми.
2007 Диплом межрегиональной художественной выставки «Единение», Нижний Новгород.
2009 Получил стипендию Российского министерства культуры в области декоративно-прикладного искусства среди молодых художников.
2010  Победитель конкурса на создание памятника «Соль» в г. Соликамске
2012 Победитель конкурса на создание скульптурной композиции из снарядов для музея Мотовилихинских заводов в г. Перми.
2014 Награждён дипломом Союза Художников России «За успехи в творчестве и содействие развитию изобразительного искусства России».
Выставки, симпозиумы, фестивали.
2001  Всероссийская выставка «Молодые художники России», ЦДХ, г. Москва.
V фестиваль снежной и ледовой скульптуры. Казань.
2002  Международная Арт-акция «Новое железное измерение». Пермь.
Победитель фестиваля снежной скульптуры. Зеленодольск, Татарстан.
2003  Победитель IX Международного фестиваля снежной и ледовой скульптуры «И снег, и лед и пламень». Пермь.
Региональная выставка «Урал». Екатеринбург.
Участник культурной программы городов побратимов в г. Луисвилле, штат Кентукки, США.
2004  II место на X Международном фестивале снежной и ледовой скульптуры «И снег, и лед и пламень». Пермь.
Х Всероссийская художественная выставка «Россия Х» г. Москва.
Семейная выставка «Художественный мир Исмагиловых». Пермь.
Персональные выставки в городах области: Чусовой, Лысьва.
Фестиваль снежной и ледовой скульптуры. Салехард. Приз за оригинальность идеи.
2005  Фестиваль снежной и ледовой скульптуры. Архангельск.
Фестиваль снежной и ледовой скульптуры. Северодвинск. Приз телевидения.
III место на XI Международном фестивале снежной и ледовой скульптуры «И снег, и лед и пламень». Пермь.
Международный симпозиум по скульптуре из бетона г. Чешска Липа, Чехия.
Второй Всероссийский конкурс молодых художников им. Третьякова. Москва, Третьяковская галерея
Семейная выставка «Обратная связь».
2006  II место на XII Международном фестивале снежной и ледовой скульптуры «И снег, и лед и пламень». Пермь.
Выставка Российской скульптуры «Пространство и форма». Уфа, Музей Нестерова.
2007  Всероссийская выставка «Молодые художники России», ЦДХ, Москва.
Выставка-конкурс «Золотая палитра», Саратов.
Обменная выставка Пермь-Ижевск-Уфа.
Дипломант межрегиональной художественной выставки «Единение»,
Нижний Новгород.
2008  Зональная выставка «Большая Волга». Чебоксары, Самара.
2009  Всероссийская выставка «Большая Волга». Москва.
2010  Международного проекта «Европейские акценты в Перми», Пермь, Печ (Венгрия), Дуйсбург (Германия).
Всероссийская выставка «Молодые художники России», ЦДХ, Москва.
Фестиваль актуального творчества «Промзона». Соликамск.
2011  Обладатель Кубка России по снежной и ледовой скульптуре. Пермь.
Всероссийской выставки «Большая Волга». Саранск.
2012  Всероссийская выставка «Россия — Родина моя». Саранск.
2013  Кубок России по снежной и ледовой скульптуре «Зимний вернисаж». Пермь.
Всероссийская выставка «Большая Волга». Пермь.
Всероссийская выставка «Большая Волга». Йошкар-ола.
2014  Паневропейский культурный марафон. Рига
Выставка в рамках IX Международного фестиваля современных этнических культур KAMWA.
2015  Кубок России по снежной и ледовой скульптуре «Зимний вернисаж». Пермь.
2016  Всероссийская выставка «Лики России». Архангельск.
2017  Обладатель Кубка России по снежной и ледовой скульптуре «Зимний вернисаж». Пермь.
2018 Всероссийской выставки «Большая Волга». Нижний новгород.
Участник выставки в галерее «Переход».

## Коллекции, музеи
Пермская Государственная художественная галерея. Пермь.
Государственный музей изобразительных искусств Республики Татарстан. Казань.
Музей современного искусства «Эрарта». Санкт-Петербург.
Екатеринбургская галерея современного искусства. Екатеринбург.
Муниципальное автономное учреждение «Центр народной культуры». Чусовой.
Пермская региональная общественная организация по продвижению культурных и молодежных проектов «КАМВА».
Коллекции Антипиных, И.Коваленко, Э.Овчинникова, В. И. Плотникова, Н. А. Семикопенко и другие частные коллекции в России и за рубежом.

## Работы

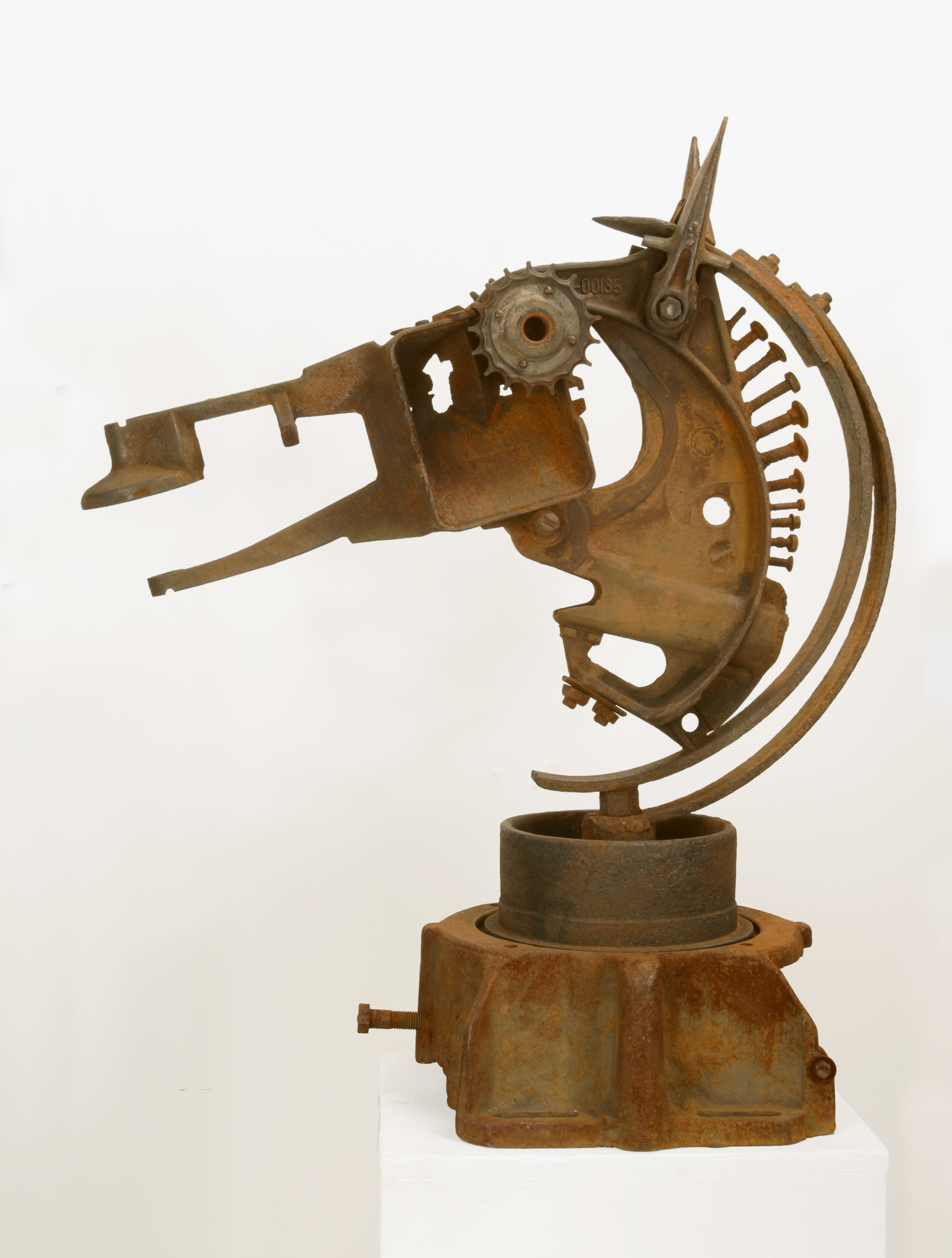
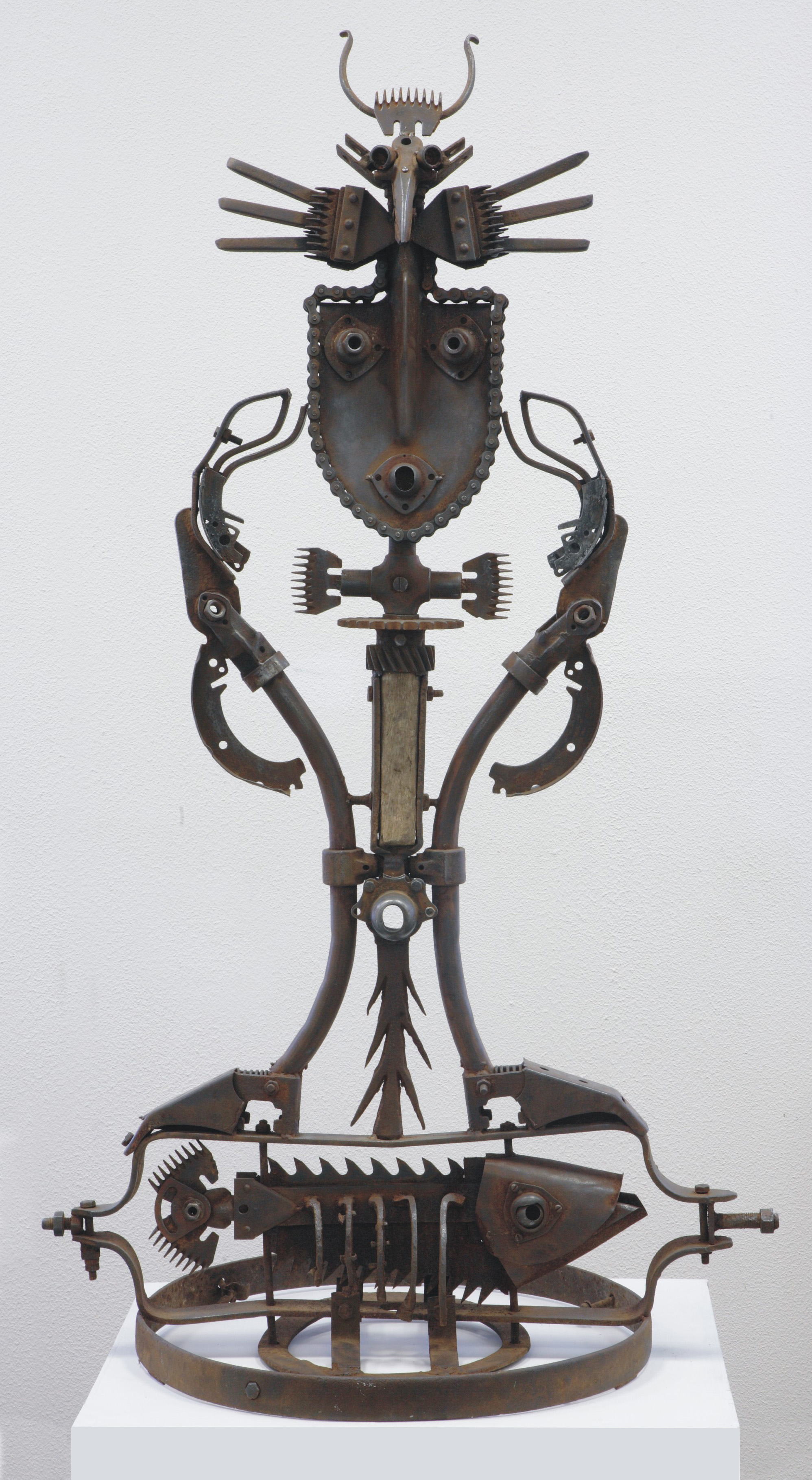
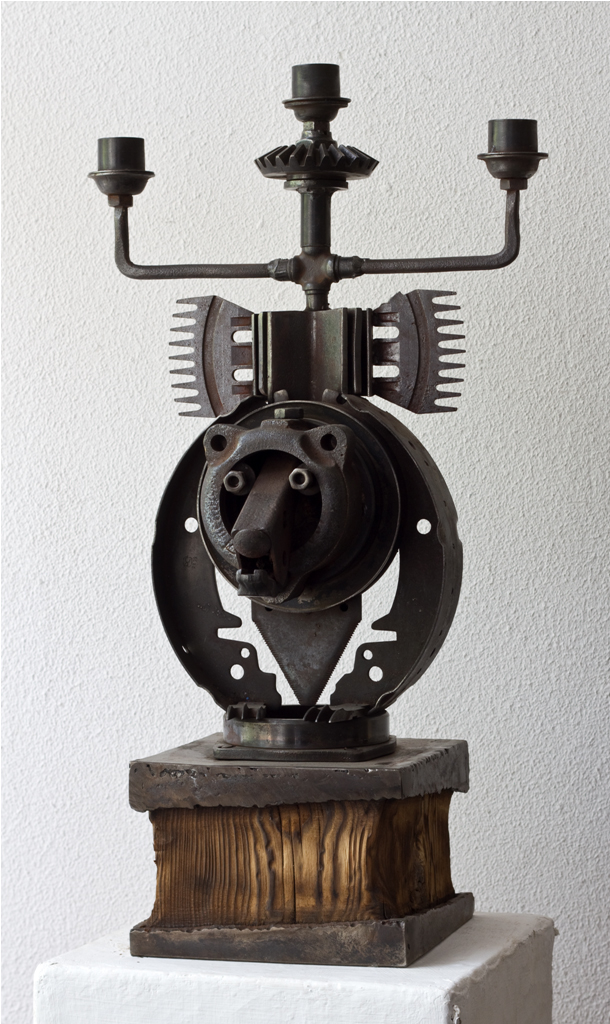
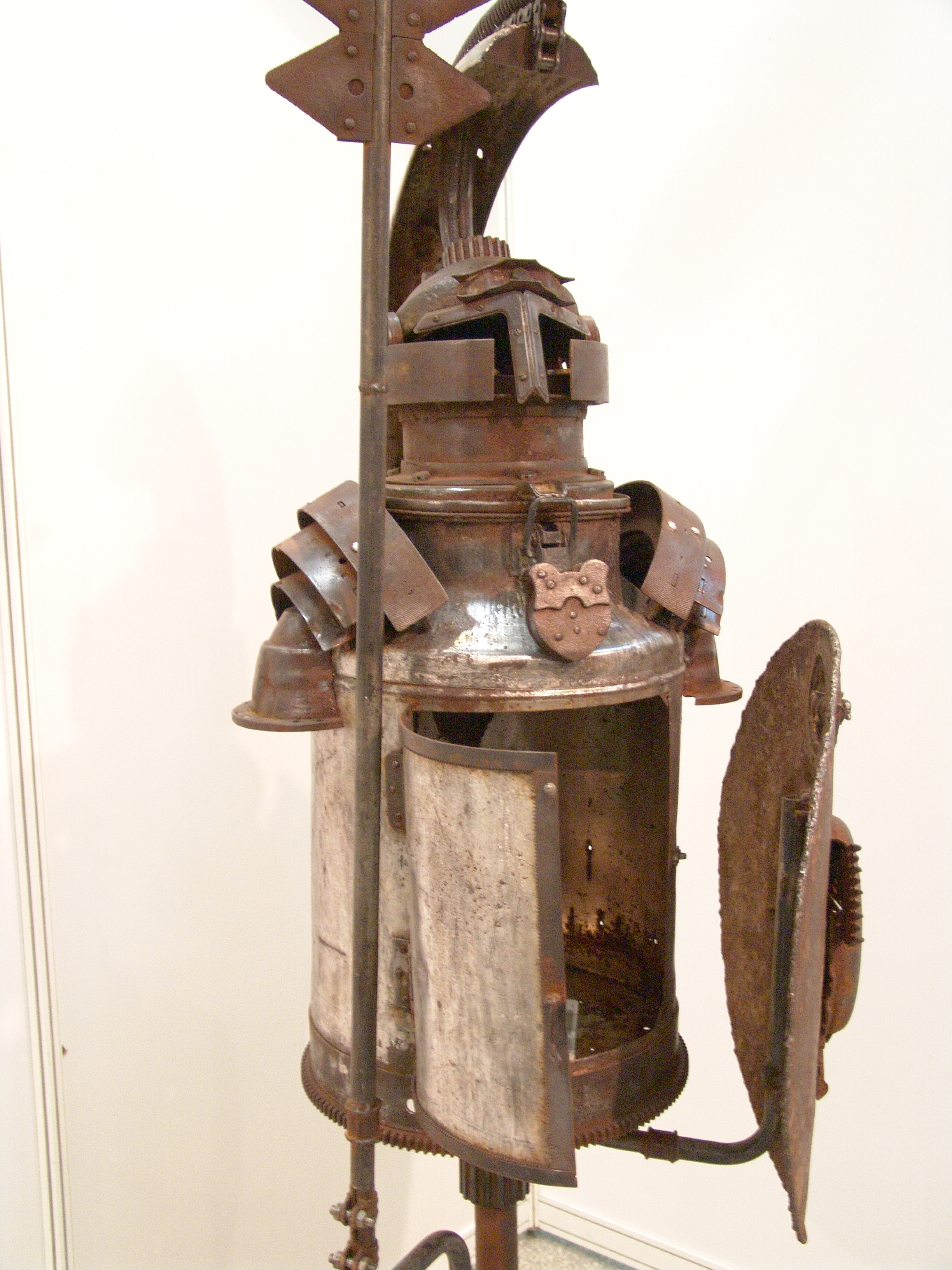
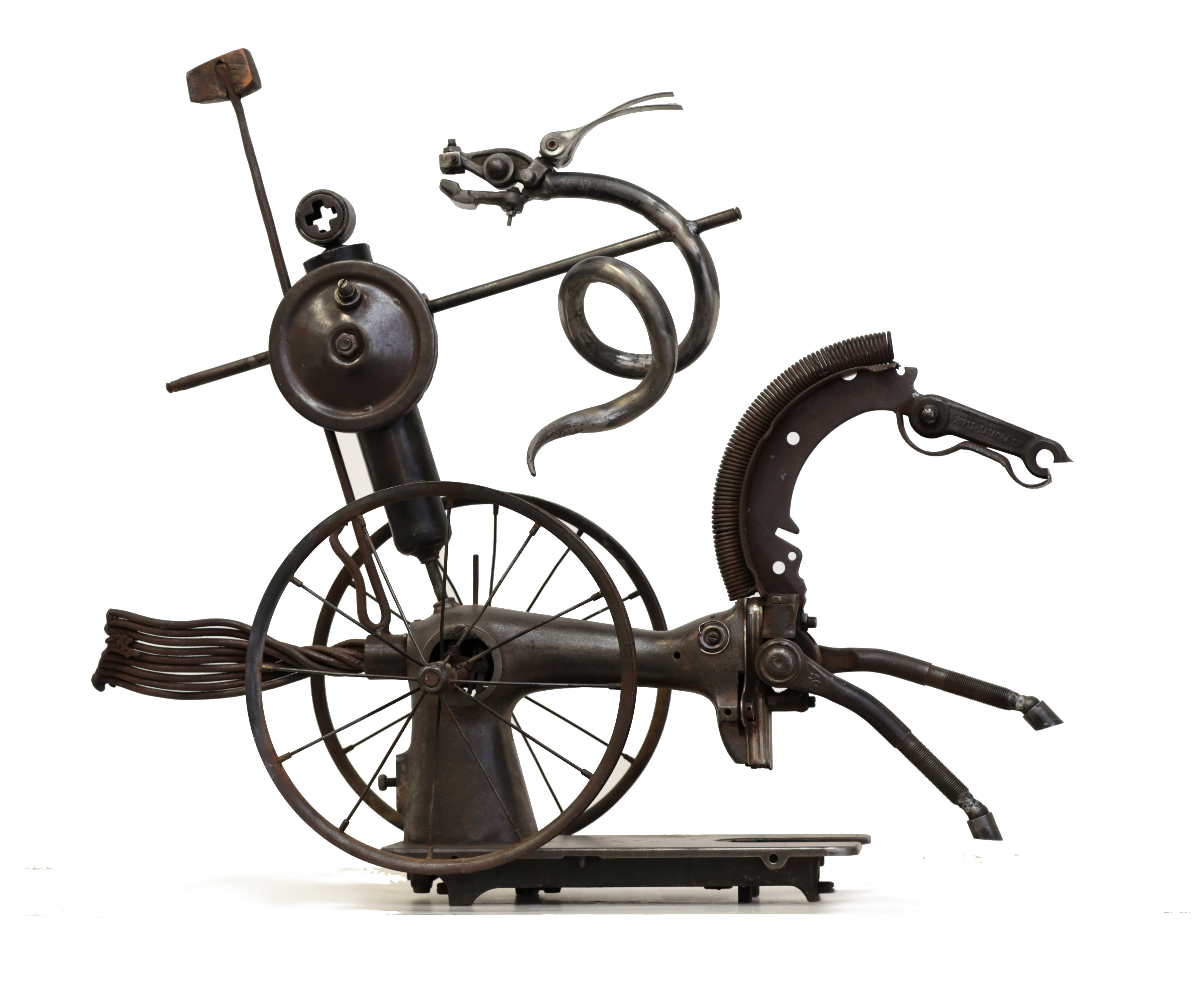
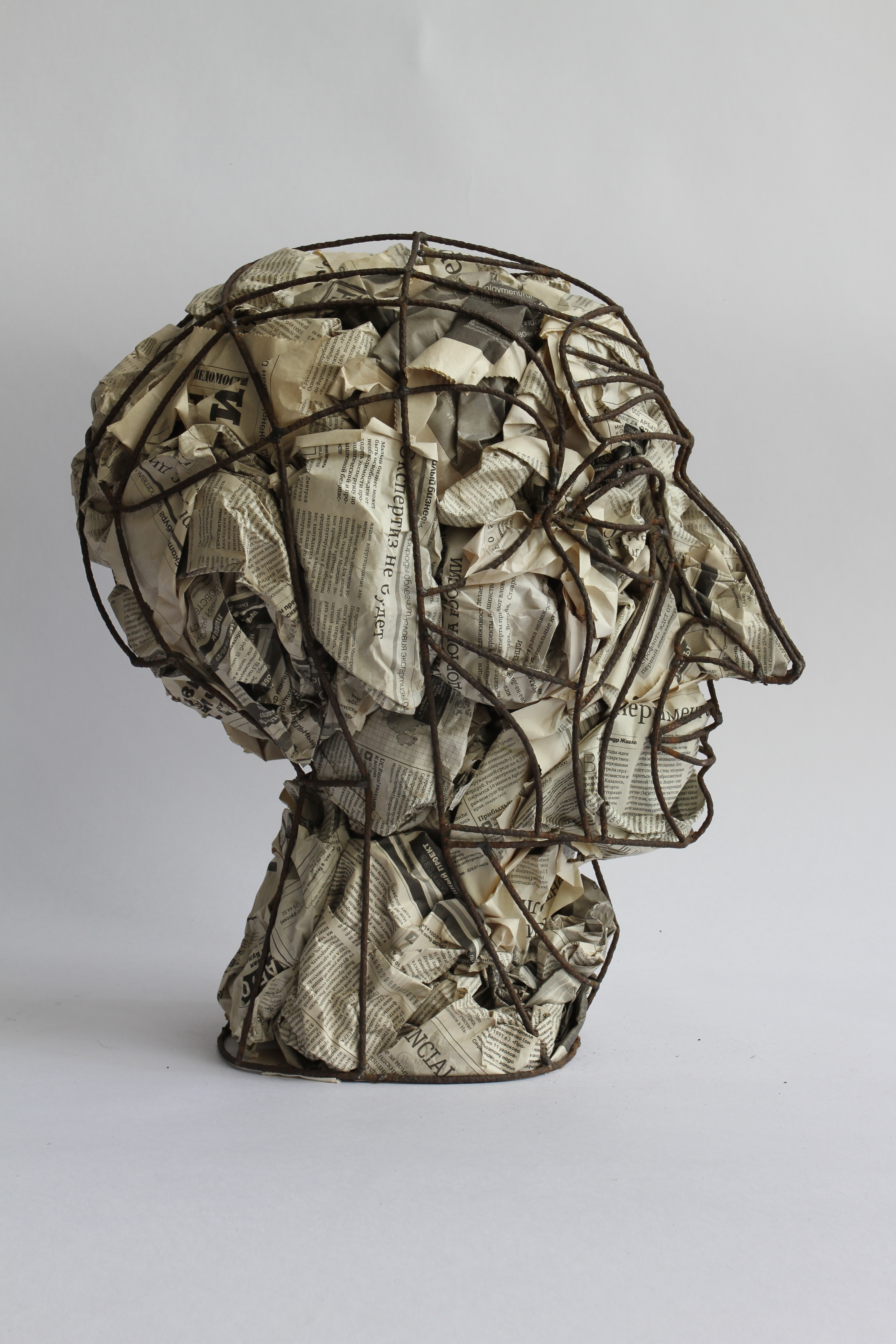
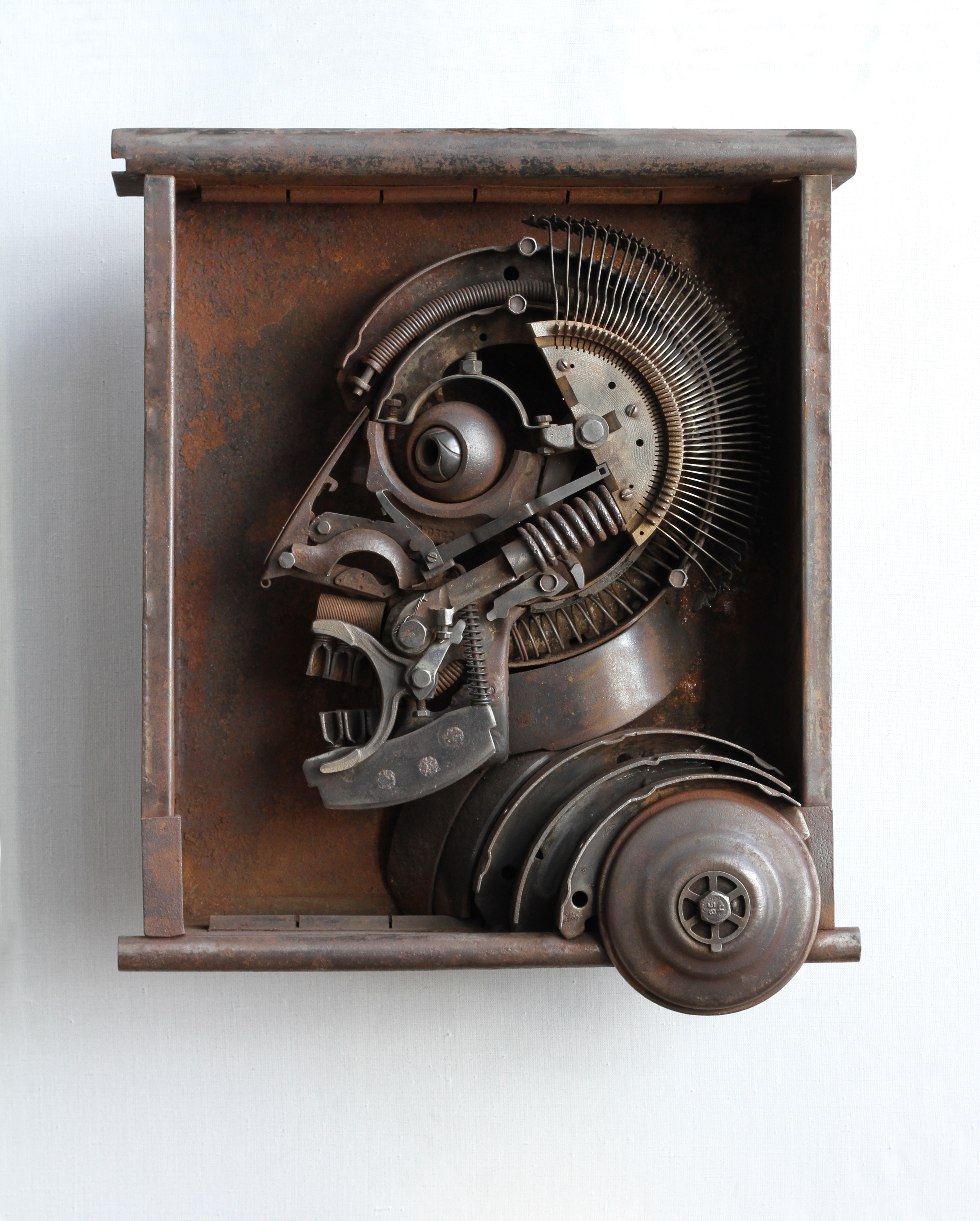
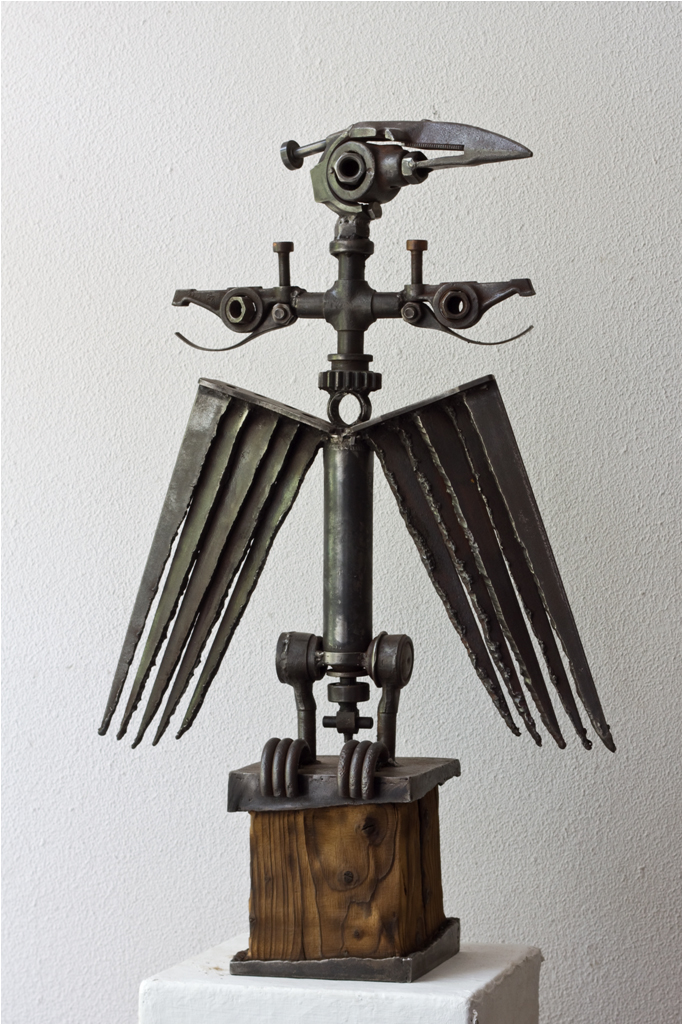
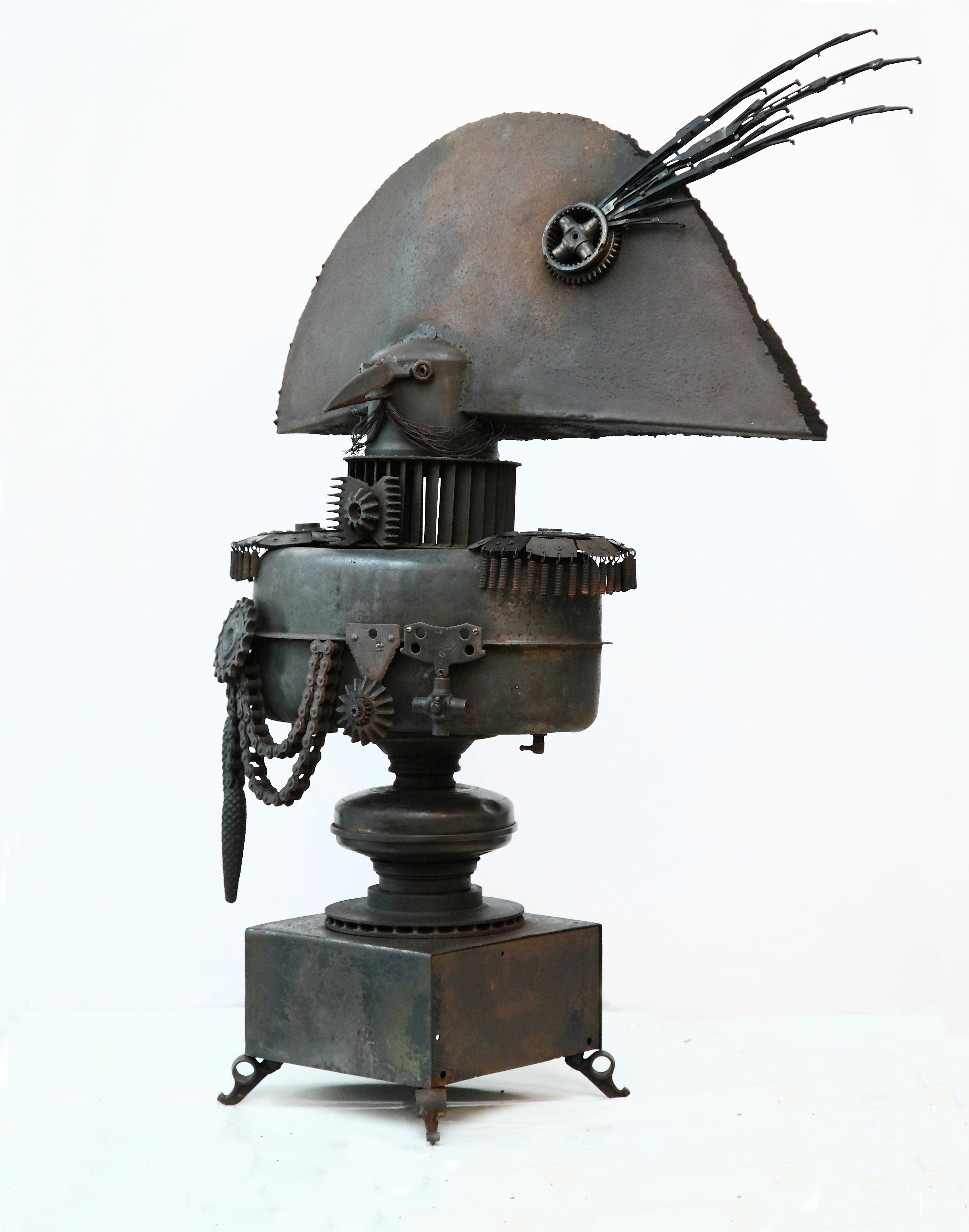
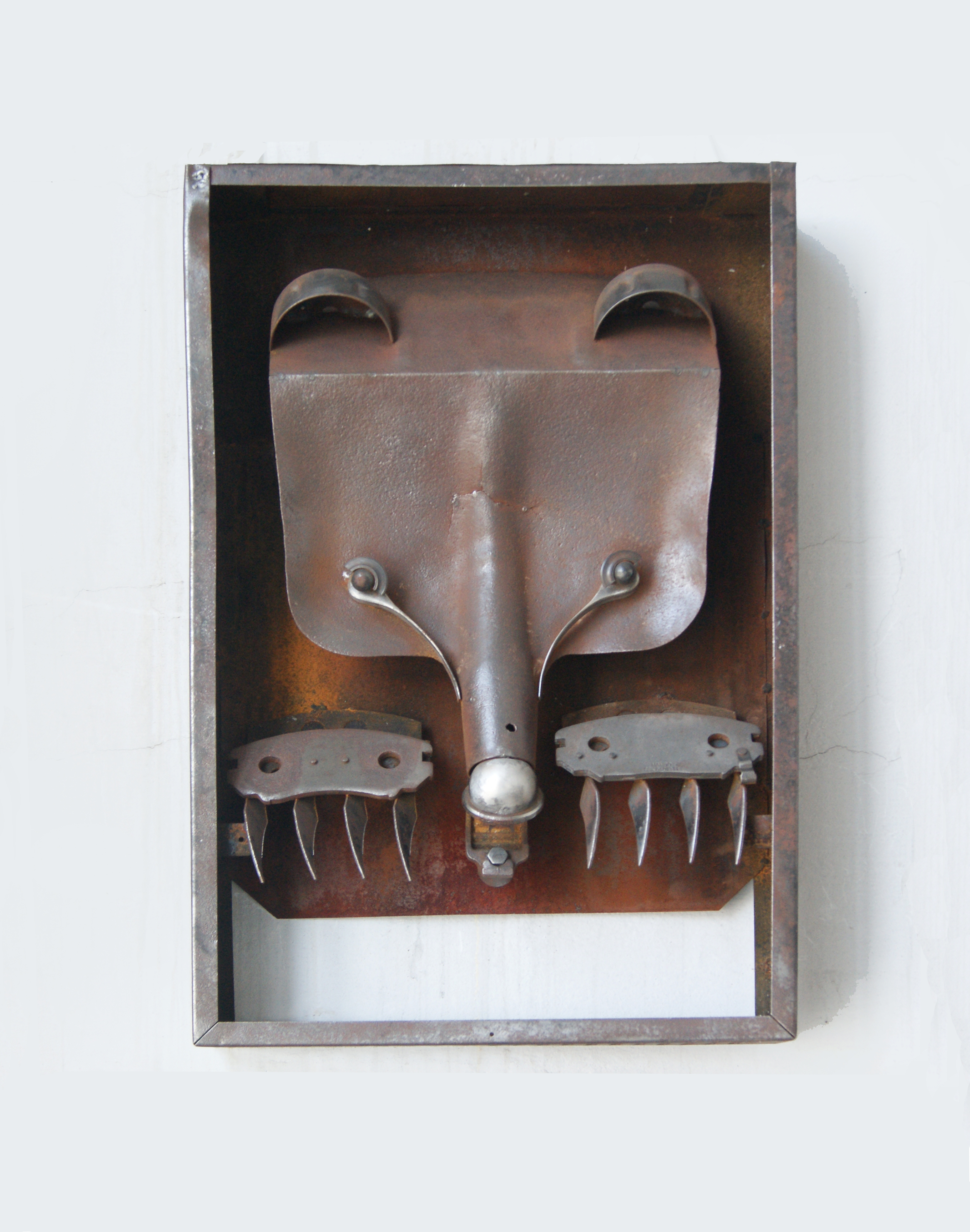
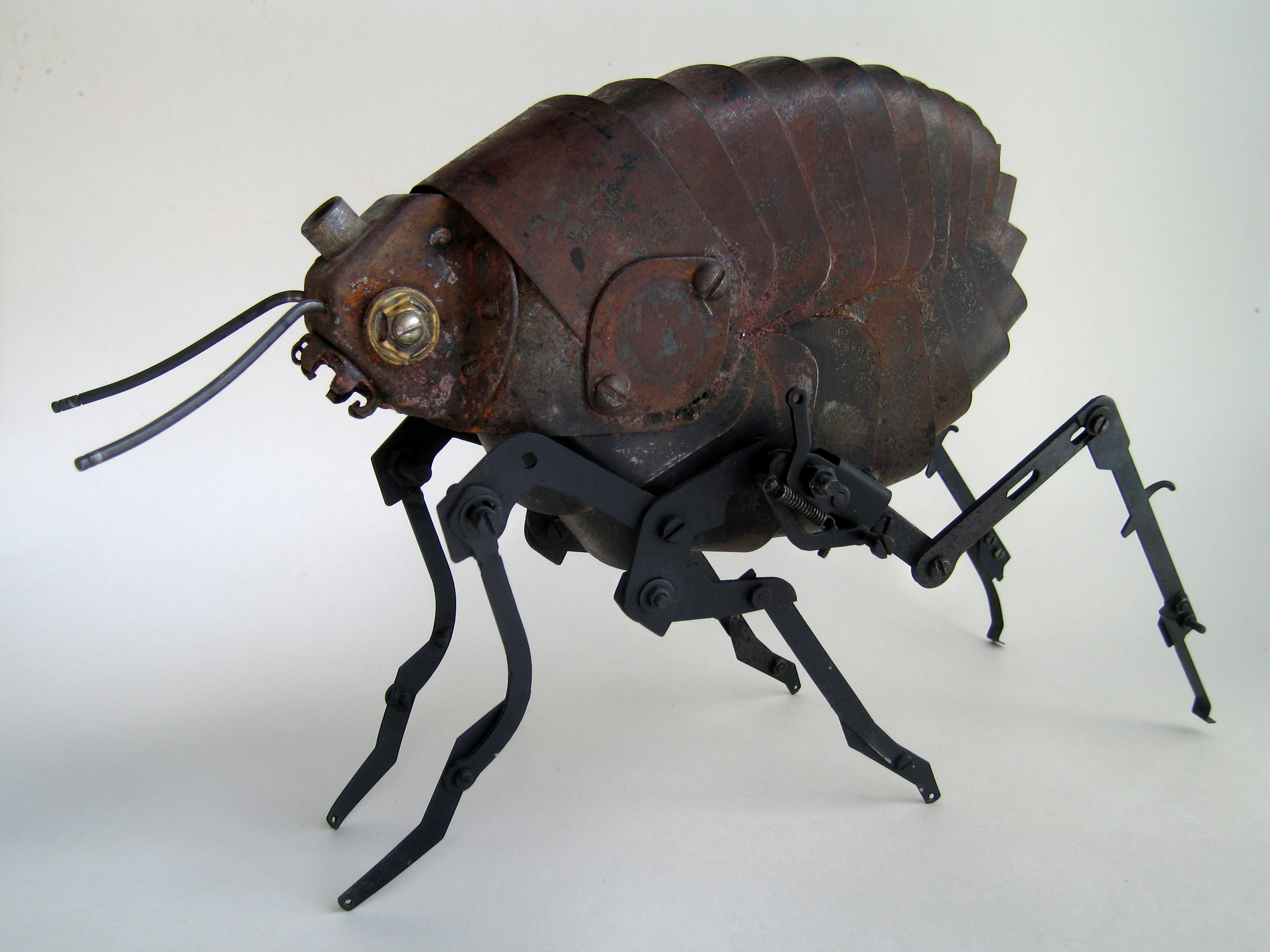
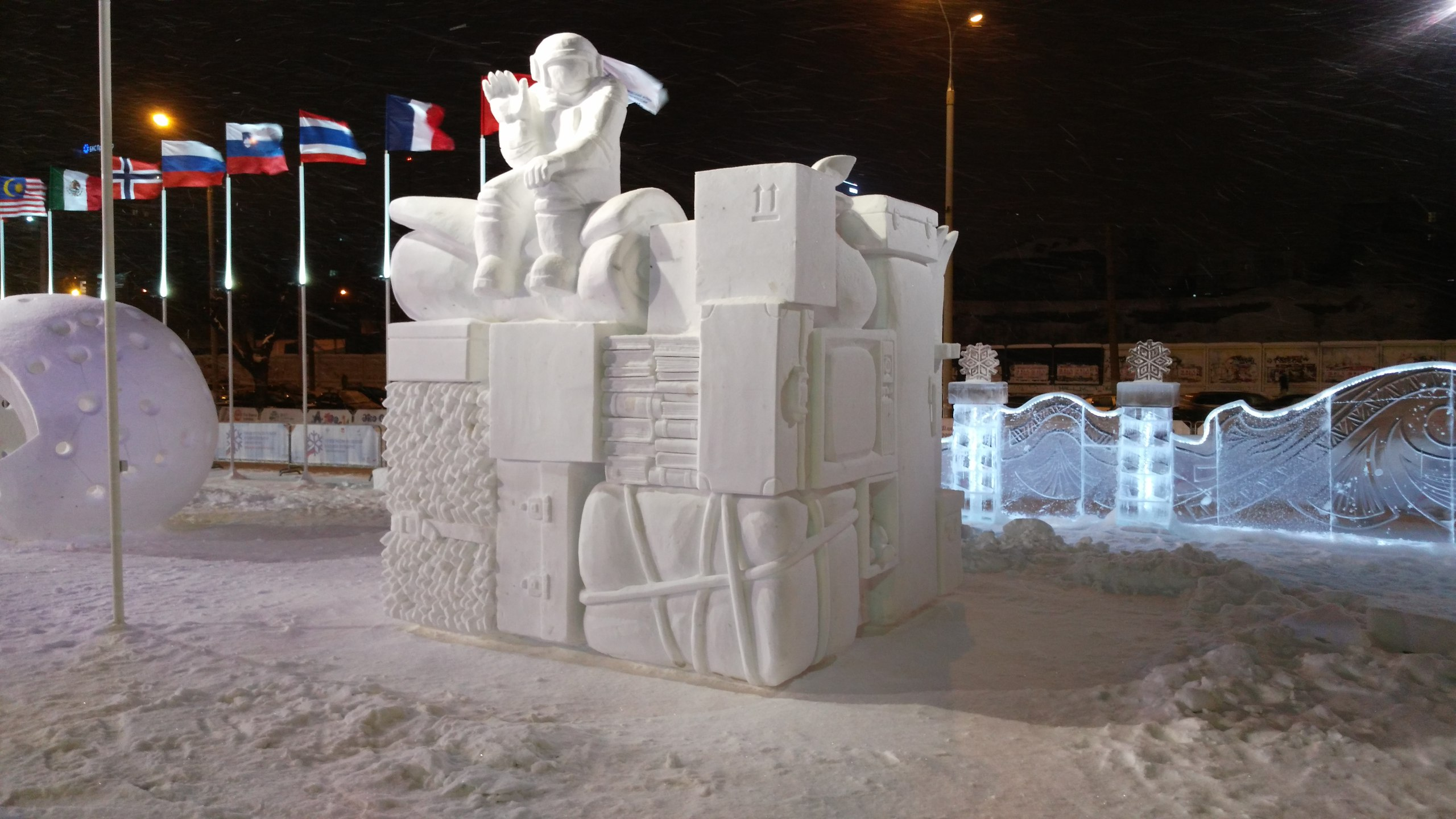
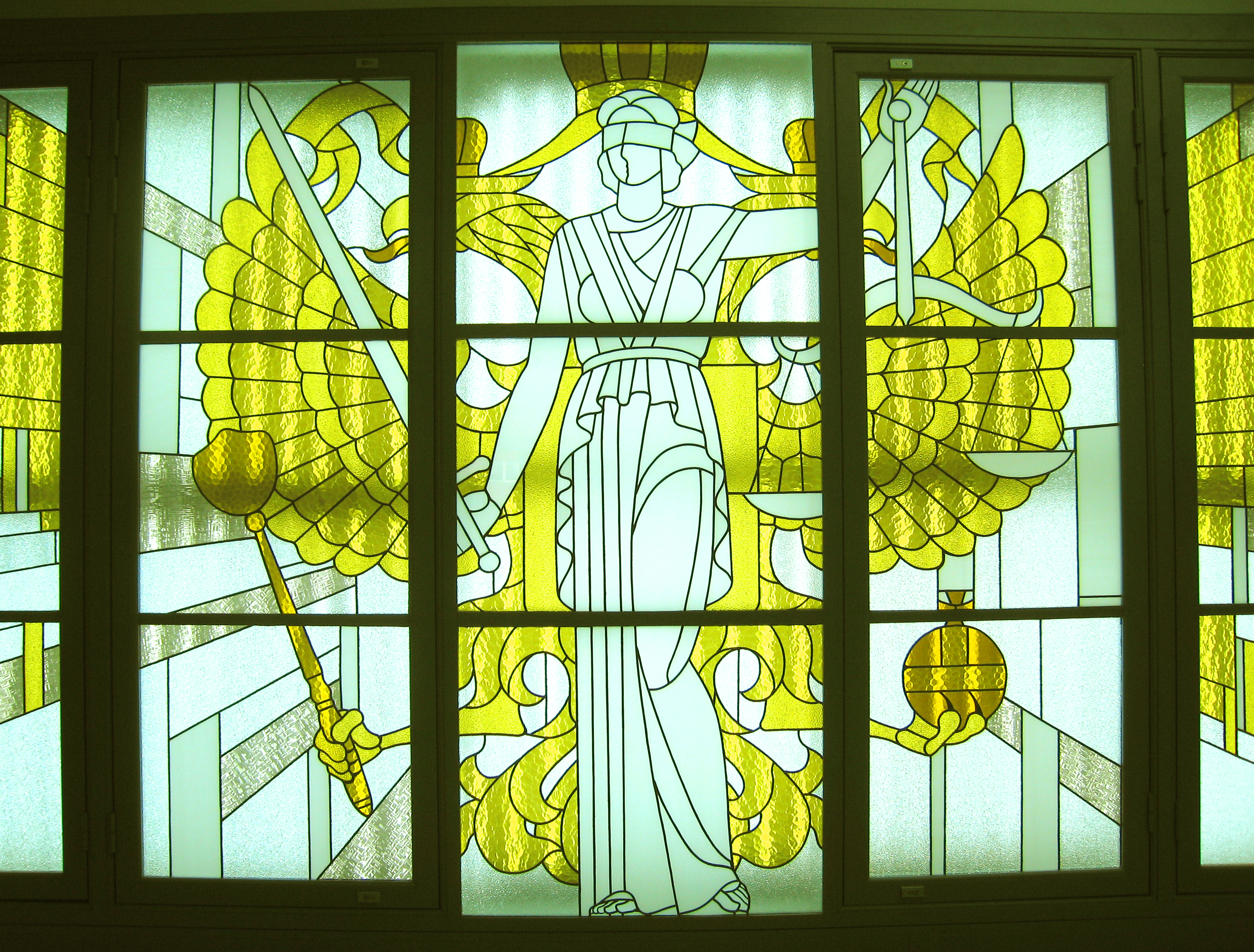
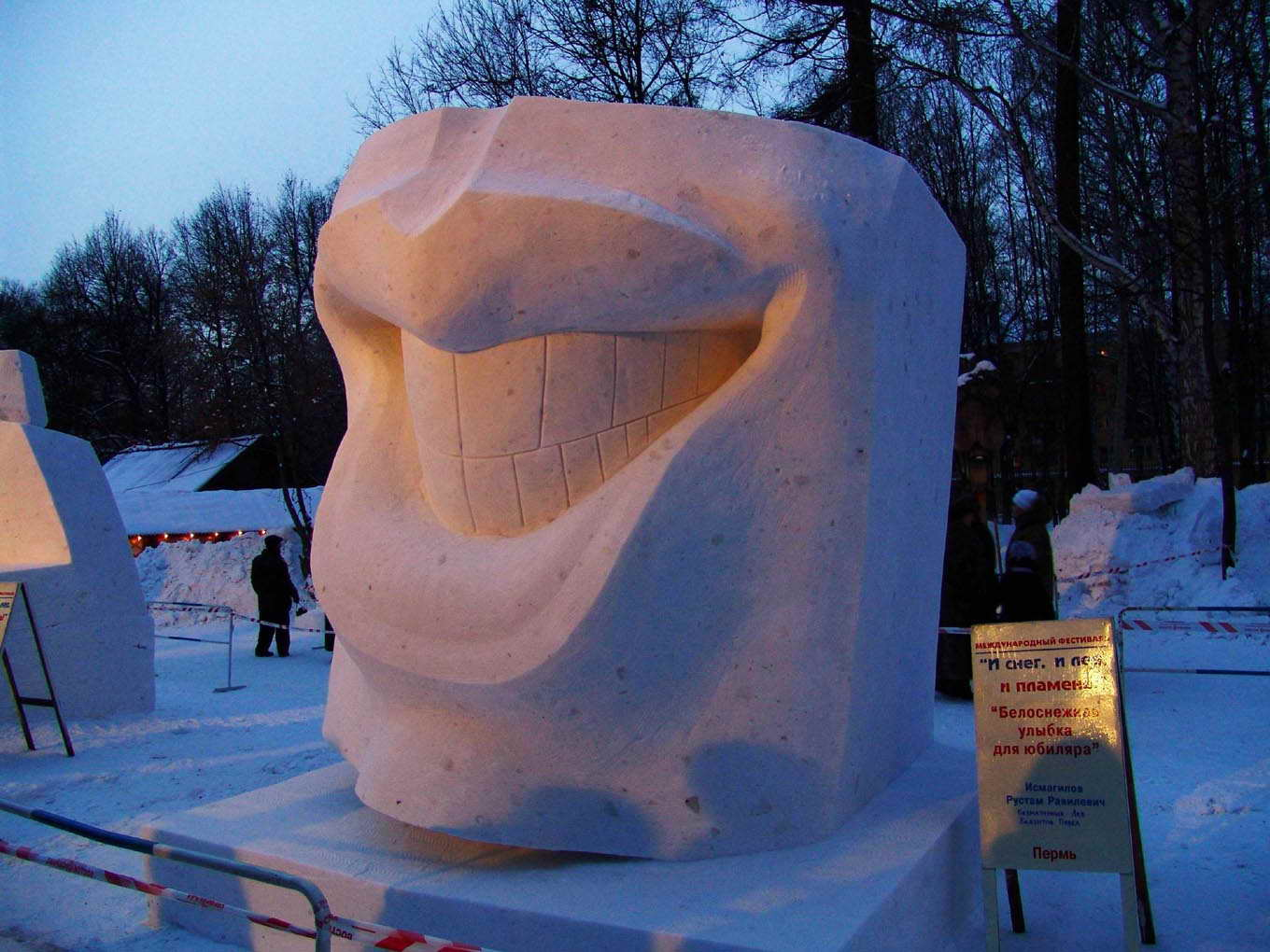
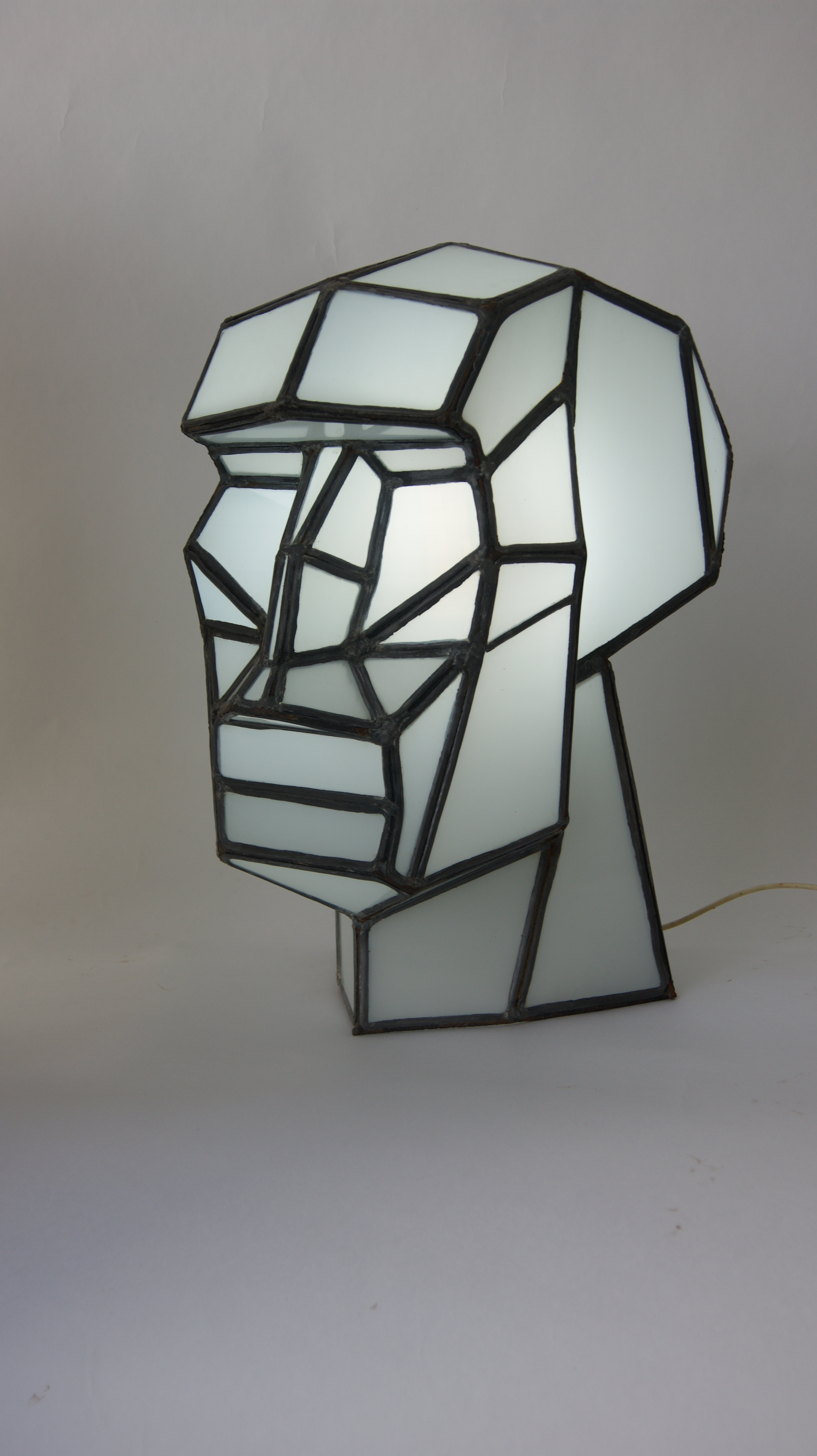
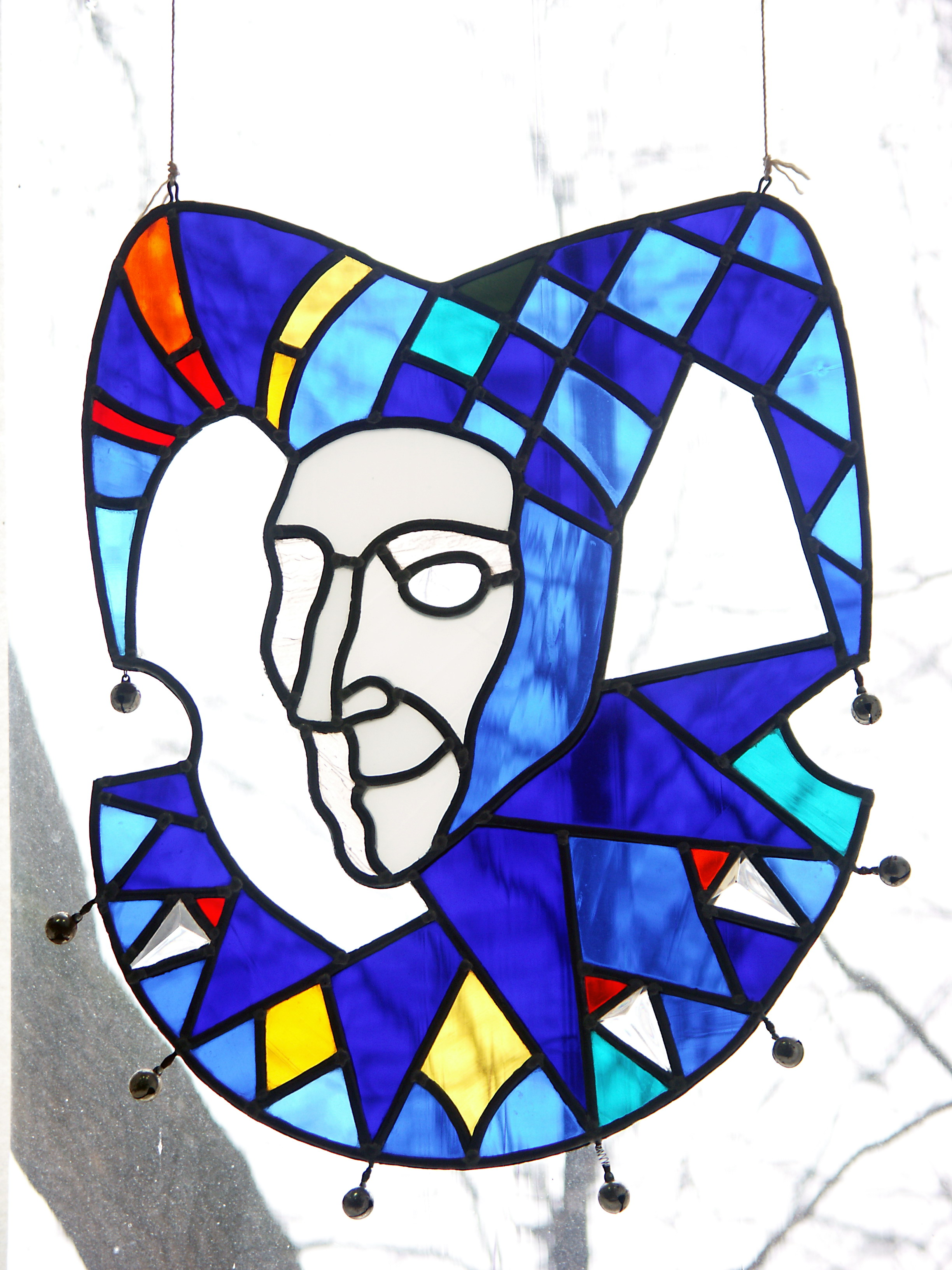